# Hasenhut (Künstlerfamilie)
Die Familie Hasenhut war eine österreichische Tänzer- und Schauspielerfamilie aus Peterwardein. Joseph und Juliane Hasenhut hatten insgesamt fünfzehn, Philipp Karl mindestens vier und Anton sechs Kinder.
- Joseph Hasenhut (1736–1795), Theaterschauspieler, Schullehrer und Sprachmeister ⚭ Juliane Hasenhut geb. Bodenburg (1744[1]–1779), Schauspielerin
  - Philipp Karl Hasenhut (1763–1829), Tänzer, Theaterschauspieler und Pantomime
    - Leopoldine Johanna Hasenhut (1806–unbekannt), Tänzerin
    - Pauline Martina Hasenhut (1809–1844), Tänzerin
    - Leonhard Hasenhut (1811–unbekannt), Choreograf

  - Anton Hasenhut (1766–1841), Schauspieler und Komiker ⚭ Anna Rokisansky (um 1795–unbekannt)[2]
    - August Hasenhut (1815[3]–1865[4]), Balletttänzer, Choreograf
    - Amalie Juliane Hasenhut (1817–1885), Tänzerin
    - Ferdinand Hasenhut (um 1822–unbekannt), Tänzer
    - Caroline Hasenhut (1830–1907), Zitherspielerin